# Anneau C

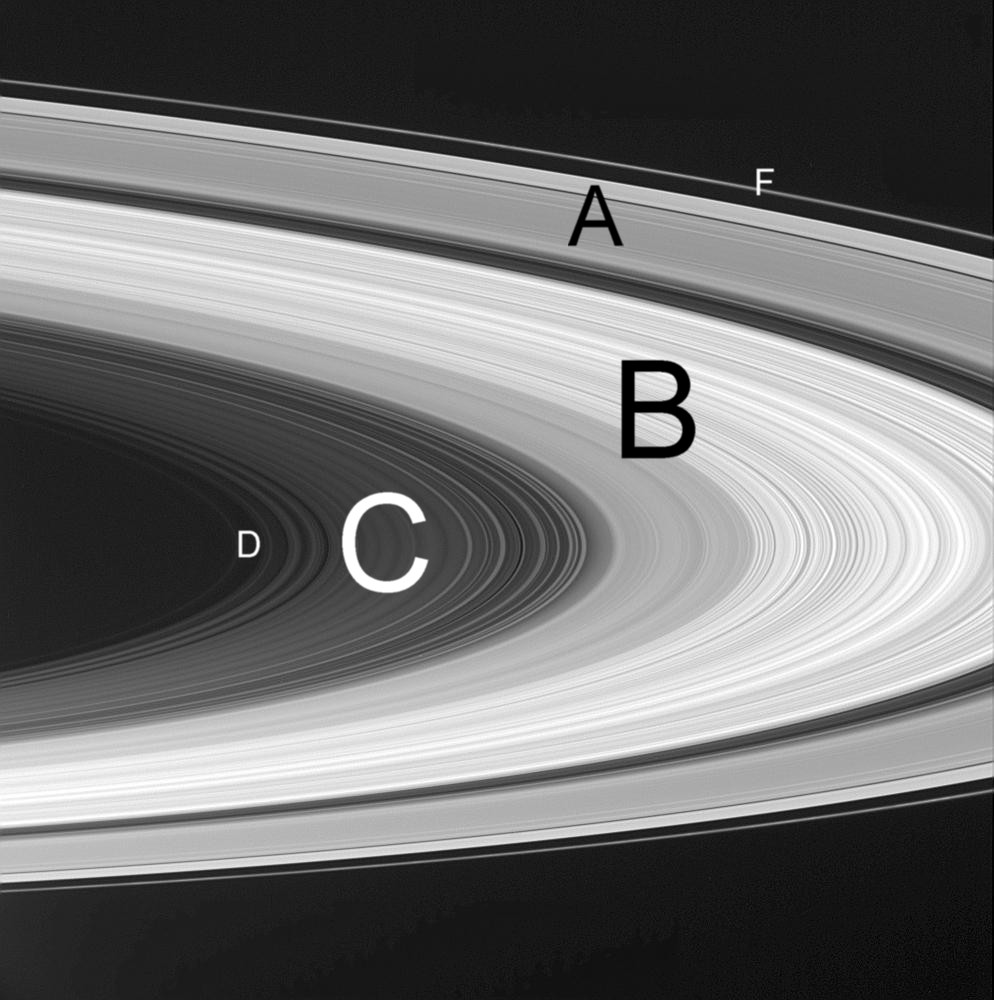
Vue des anneaux internes de Saturne, leur désignation étant précisée sur la photographie.

L'anneau C est un anneau planétaire situé autour de Saturne.

## Caractéristiques
L'anneau C débute à 74 658 kilomètres du centre de Saturne et s'étend jusqu'à 92 000 kilomètres. Il est compris entre l'anneau D, plus interne et dont il est séparé par la division de Guérin, et l'anneau B, plus externe et dont il est séparé par la division de Lyot. Son épaisseur est estimée à 5 mètres et sa masse à 1,1×1018 kilogrammes.
L'anneau C contient plusieurs petites divisions, comme la division de Colombo ou la division de Maxwell. Ces divisions contiennent à leur tour des annelets internes et excentriques, comme l'annelet de Titan (77 871 kilomètres de rayon) ou l'annelet de Maxwell (87 491 kilomètres de rayon). Il existe également les annelets de 1,470 RS (situé entre 88 716  et   88 732 kilomètres, soit 1,470 fois le rayon de Saturne) et de 1,495 R S (entre 90 171  et   90 232 kilomètres), situés dans deux autres divisions[Lesquelles ?].
L'anneau C fut découvert en 1850 par William et George Phillips Bond et nommé « anneau crépon » (en anglais crepe ring) car il semblait composé de matériaux plus sombres que les anneaux A et B.